# Печонкіна Юлія Сергіївна
Юлія Сергіївна Печонкіна (рос. Юлия Сергеевна Печёнкина; дошлюбне прізвище — Носова; нар. 12 квітня 1976) — російська легкоатлетка, яка спеціалізувалася на бігу на короткі дистанції та бігу з бар'єрами.
На внутрішніх змаганнях в Росії представляла Красноярський край та Московську область.

## Спортивні досягнення
Фіналістка (8-е місце) олімпійських змагань з бігу на 400 метрів з бар'єрами (2004). Учасниця олімпійських змагань з бігу на 400 метрів з бар'єрами на Іграх в Сіднеї (2000), де зупинилась на півфінальній стадії.
Чемпіонка світу з бігу на 400 метрів з бар'єрами та естафетного бігу 4×400 метрів (2005). Срібна призерка чемпіонатів світу з бігу на 400 метрів з бар'єрами (2001, 2007) та естафетного бігу 4×400 метрів (2003). Бронзова призерка чемпіонатів світу з бігу на 400 метрів з бар'єрами (2003) та естафетного бігу 4×400 метрів (2001).
Дворазова чемпіонка світу в приміщенні з естафетного бігу 4×400 метрів (2001, 2003).
Дворазова переможниця Кубків світу з бігу на 400 метрів з бар'єрами (2002, 2006). Також була 2-ю (2002) та 3-ю (2006) на Кубках світу в естафетному бігу 4×400 метрів.
Фіналістка (6-е місце) чемпіонату світу серед юніорів з естафетного бігу 4×400 метрів (1996).
Чемпіонка Європи в приміщенні з естафетного бігу 4×400 метрів (2005). Фіналістка (5-е місце) чемпіонату Європи в приміщенні з бігу на 400 метрів (2002).
Срібна призерка чемпіонату Європи серед юніорів з естафетного бігу 4×400 метрів (1995, виступала в попередньому забігу).
Переможниця змагань з бігу на 400 метрів з бар'єрами на трьох Кубках Європи (2001, 2002, 2007).
Чемпіонка Росії з бігу на 400 метрів з бар'єрами (1998, 2001, 2003, 2004, 2005, 2007, 2009).
Срібна призерка чемпіонатів Росії в приміщенні з бігу на 400 метрів (2002, 2003).
Ексрекордсменка світу та Європи з бігу на 400 метрів з бар'єрами — 52,34 (2003).
Рекордсменка світу та Європи в приміщенні з естафетного бігу 4×200 метрів — 1.32,41 (2005).

## Визнання
- Заслужений майстер спорту Росії